# Campionato Ragazzi
Il campionato Ragazzi era un torneo calcistico istituito dalla F.I.G.C. nel 1914 e disputato fino al 1959, anno in cui, a seguito delle riforme attuate dal Commissario Bruno Zauli, dalla Lega Giovanile sorse il Settore Giovanile e Scolastico della F.I.G.C..

## Storia della competizione
Fino al 1914 la F.I.G.C. non si era mai posta il problema di dover disciplinare i campionati giovanili.

Alla fine dell'inverno 1913-1914 su iniziativa del bisettimanale sportivo torinese Lo Sport del Popolo si creò un vero e proprio campionato per i ragazzi che non avessero mai chiesto il tesseramento per società affiliate alla F.I.G.C. e che all'inizio della competizione non avessero ancora compiuto 18 anni, ovvero nati dopo il 1º febbraio 1896, data d'inizio del torneo.
Il campionato fu denominato Torneo dei primi calci e fu disputato solo nelle regioni che aderirono all'iniziativa: Piemonte, Lombardia e Liguria. Il regolamento fu sottoposto alla Federazione che dette il proprio consenso permettendo alle società affiliate di mettere a disposizione dell'ente organizzatore i propri campi sportivi e degli arbitri regolarmente tesserati per l'A.I.A.. Il torneo fu vinto dall'A.C. Enotria di Milano dopo le finali con le vincenti delle altre regioni.
La stagione successiva la Federazione istituì un Campionato Boys avente limite di età 18 anni non compiuti all'inizio della stagione, facendolo disputare solo a livello regionale secondo il programma stabilito all'inizio del campionato dai Consigli Direttivi dei Comitati Regionali. Questi campionati si preferì farli disputare alla fine dei campionati regionali di Promozione e Terza Categoria, verso la fine di febbraio, approfittando del disgelo invernale e la disponibilità degli arbitri, non più gravati dai molti gironi di qualificazione.
Durante la guerra mondiale questi tornei furono organizzati ugualmente, ma non tutte le società sportive rimaste attive preferirono parteciparvi perché si dovevano pagare le tasse di iscrizione e le tasse arbitrali per ogni gara disputata in casa. La cosa creò un notevole malcontento che fu il pretesto per il distacco di alcuni dirigenti e società che preferirono confluire nella neonata federazione sportiva denominata U.L.I.C. (Unione Libera Italiana del Calcio).
Ripresi i campionati a partire dal 1919, sempre a livello regionale con gironi di qualificazione e di finale e limite di età 18 anni (nati dopo il 1906), la Federazione ne mantenne la denominazione fino al ricongiungimento della secessionista C.C.I. (a fine stagione 1921-22). Con l'approvazione del nuovo regolamento campionati all'inizio della stagione 1922-1923 al campionato, sempre con identico limite di età, fu cambiata la denominazione in Campionato di Sesta Divisione (la quinta era quello delle riserve delle squadre di categoria inferiore alla Prima Divisione). Quelle di Prima Divisione, invece, disputavano il Campionato Riserve.
Con l'approvazione della Carta di Viareggio il campionato assunse la denominazione di Campionato Ragazzi anche per distinguerlo da quello disputato a partire dal 1923-1924 dall'U.L.I.C. ma non subì altri cambiamenti. Fu disputato sempre a livello regionale, senza finali nazionali, ma soprattutto per la sola stagione 1926-1927 perché soppresso e sostituito da dei campionati riserve con diverso limite di età (con denominazione "campionato allievi").
Per 4 stagioni consecutive non tutti i Direttori Regionali riuscirono ad organizzarlo e all'inizio della stagione 1931-1932 fu definitivamente ripristinato sempre con denominazione Campionato Ragazzi inserendo le squadre iscrittesi ai campionati uliciani. Le società appartenenti all'U.L.I.C. furono aggregate per vari motivi, tra i quali la necessità di dover sopprimere un campionato uliciano diventato gigantesco solo perché la finalista si poteva fregiare di un titolo italiano e, inserendo le società federate, poter redistribuire geograficamente le partecipanti in modo da ridurre i costi delle trasferte.
Quando nel 1934-1935 le società persero molti giovani partiti per la Guerra d'Etiopia, non tutti i Direttori Regionali riuscirono a riorganizzare il campionato "federale" e furono costrette a demandare ai Direttori della Sezione Propaganda l'organizzazione del campionato ragazzi in ambiti ancor più ristretti, pur di poter invogliare le società a iscriversi.

Alla fine della guerra (fine 1936) la F.I.G.C. stabilì che le vincenti del titolo di campione regionale assoluto, ovvero le vincenti della finale tra il "campionato federale" (gestito dai Direttori di Zona) e quello "provinciale" (gestito dalle Sezioni Propaganda più le finali regionali), si sarebbero incontrate in un torneo ad eliminazione diretta con doppio incontro regolato dal quoziente reti (a parità di gol fatti (esempio: 1-0 e 1-2) si sarebbe giocata la "bella") e alla vincente sarebbe stato attribuito il titolo italiano.
E da allora il titolo italiano fu messo in palio fino al 1959 (salvo il periodo della guerra e fino al 1947 per motivi logistici), anno in cui, a causa della ristrutturazione delle Leghe e dei campionati e la nascita del Settore Giovanile e Scolastico della F.I.G.C. la categoria, avrebbe cambiato il nome nell'attuale Campionato Allievi Regionali e Campionato Allievi Provinciali. Nelle stagioni 1959-1960 e 1960-1961, vennero disputati campionati (con lo stesso regolamento dei precedenti) denominati Juniores.
Nella stagione 1980-1981 il campionato Allievi Regionali prevedette una fase finale con le vincenti provenienti dalle rispettive fasi regionali.
Le ultime tre edizioni del Campionato furono denominate "Campionato Juniores", e vennero vinte dalla Roma (2 edizioni) capitanata da Giancarlo De Sisti ed allenata da Boldizsar e dal Padova (1 edizione).
Solo dal 2003 le società professioniste di Serie A, Serie B e Serie C hanno avuto un campionato a loro dedicato (staccandole dai campionati regionali) che è stato denominato Campionato Allievi Nazionali ed è gestito direttamente dal Settore Giovanile Scolastico della F.I.G.C..
I campionati "Allievi Regionali" sono gestiti dai Comitati Regionali e i "Campionati Allievi Provinciali" sono organizzati dai Comitati Provinciali F.I.G.C. L.N.D. e S.G.S.

## Albo d'oro
Il campionato "Ragazzi" non va confuso con gli attuali campionati "Primavera" perché nelle epoche qui sotto riportate esistevano dei limiti di età, ma soprattutto in quegli anni la seconda squadra non era affatto una squadra "giovanile" bensì quella Riserve, chiamata spesso con la denominazione effettiva Riserve Federali, e questo campionato nazionale era gestito dallo stesso ente che gestiva Serie A e Serie B. A partire dal 1947, con la nascita della Lega Giovanile, fu questo ente a gestire le finali nazionali del campionato Ragazzi Federali, sintesi dei campionati Ragazzi gestiti direttamente dalle Leghe Regionali su base regionale fino a metà degli anni '50 ed in seguito demandati, dove costituite, alle "Leghe Giovanili Regionali". Il campionato aveva un limite di età e non erano ammessi i fuori quota così come succedeva per i campionati "Cadetti", "Riserve" e "De Martino" emanazioni della categoria unica del campionato "Riserve" nato nel 1912.
Questo albo d'oro riporta solo le vincenti dei titoli italiani assegnati dalla F.I.G.C. per le squadre vincenti il Campionato Federale Ragazzi dopo aver superato le eliminatorie regionali (non sono qui elencati i campionati gestiti dall'U.L.I.C. e organizzati a livello provinciale fino al 1934 e quei campionati definiti come Allievi che niente avevano a che fare con i limiti di età e il numero di partite giocate in prima squadra, non definiti per la categoria Ragazzi):
- 1937-38  Ambrosiana-Inter
- 1938-39  Genova 1893
- 1939-40  Torino
- 1940-41 ???
- 1941-42  Genova 1893[3]
- 1943/47 non disputati a causa della guerra e per gravi problemi logistici
- 1947-48  Atalanta (organizzato dai Comitati Provinciali, con finali nazionali)
- 1948-49  Ausonia 1931 di Milano[4] ex aequo con Lallo Madami Bari
- 1949-50  Romulea di Roma
- 1950-51  Pontedera
- 1951-52  Sampdoria
- 1952-53  Sampdoria
- 1953-54 ???
- 1954-55  Modena
- 1955-56  Milan
- 1956-57  Milan
- 1957-58  Milan
- 1958-59  Roma (denominato Campionato Juniores)
- 1959-60  Roma (denominato Campionato Juniores)
- 1960-61  Padova (denominato Campionato Juniores)
- 1962 Definitivamente soppresso perché trasformato in campionato Allievi per categoria.